# Коаксиальный электрический соединитель
Коаксиальный электрический соединитель (коаксиальный соединитель, RF-соединитель (от англ. radio frequency connector); англ. coaxial RF connector) — электрический соединитель, предназначенный для соединения коаксиального кабеля с оборудованием и для соединения (сочленения) двух коаксиальных кабелей друг с другом.
Присоединительные элементы представляют собой сборки из двух-трёх вилок или розеток и называются адаптерами.

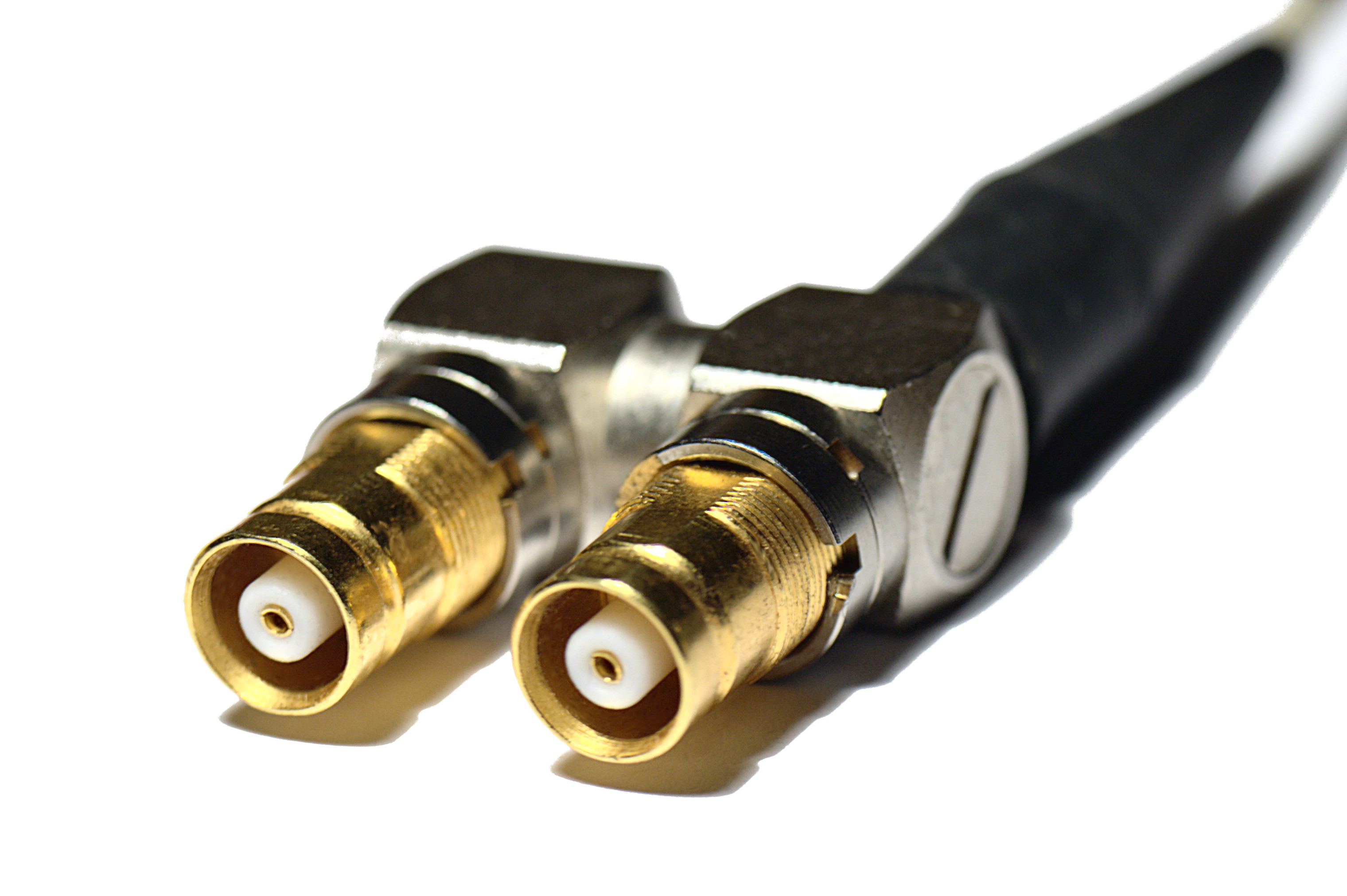
Двойной соединитель DIN 1.6/5.6 для коаксиального кабеля с волновым сопротивлением 75 Ом

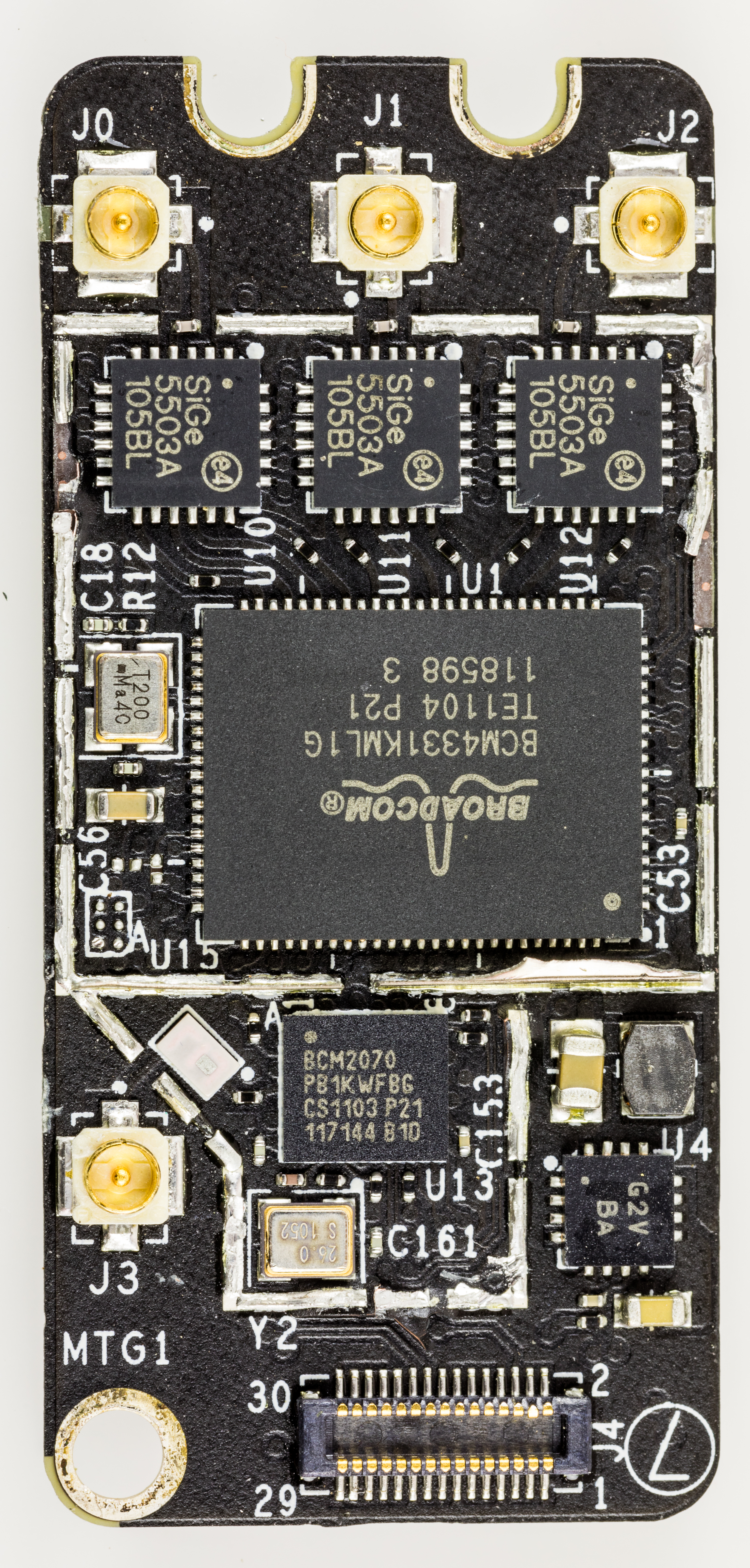
плата Broadcom BCM94331PCIEBT4 с SMD-разъёмами типа MMCX на 50 ом для подключения Wi-Fi и Bluetooth-антенн

## Конструкция соединителей
Соединители представляют собой коаксиальный круглый волновод, заполненный диэлектриком. Соединитель имеет два соосных (англ. coaxial) контакта: внутренний и внешний.
В зависимости от формы внутреннего контакта, коаксиальные соединители делятся на два вида: вилка и розетка. Внутренний контакт вилки представляет собой штырь. У розетки данным контактом является гнездо. Внешний проводник изнутри имеет цилиндрическую форму поверхности.
Волновое сопротивление линии зависит:
- от отношения диаметров внутреннего проводника и внутреннего диаметра внешнего проводника;
- от материала диэлектрика.

Стандартные значения волнового сопротивления: 50 Ом и 75 Ом.
Материалы диэлектрика:
- фторопласт (политетрафторэтилен (тефлон));
- полиэтилен;
- полистирол.

Гнездовые контакты соединителей, используемых в сверхвысокочастотном диапазоне или для измерительных целей, изготавливаются из бронзы и покрываются тонким слоем серебра или золота.
Герметичные соединители имеют конструкцию, которая в сочленённом положении препятствует газовому или жидкостному обмену через изолятор и уплотнения в количествах, превышающих допустимые значения.

## Классификация соединителей
- По способу сочленения соединители бывают:
  - резьбовые;
  - байонетные;
  - врубные.
- По конструктивному исполнению соединители бывают:
  - кабельные (устанавливаются на концы коаксиальных кабелей);
  - приборные;
  - приборно-кабельные;
  - соединители, устанавливаемые на печатные платы.

## Обозначения соединителей

### Российские соединители
- 1‑й элемент (два знака): буквы «СР» — соединитель радиочастотный.
- 2‑й элемент (необязательный): буква «Г» — герметичное исполнение.
- 3‑й элемент (два знака): номинальное значение волнового сопротивления:
  - 50 — 50 Ом;
  - 75 — 75 Ом;
- 4‑й элемент: дефис (-).
- 5‑й элемент (неопределённое количество знаков): порядковый номер разработки.
- 6‑й элемент: указание материала диэлектрика:
  - «П» — полиэтилен;
  - «Ф» — фторопласт (политетрафторэтилен);
  - «С» — полистирол;
  - «К» — керамика;
  - «В» — высокочастотные пресс-порошки.
- 7‑й элемент (необязательный): буква «В» — всеклиматическое исполнение.

Некоторые специальные типы соединителей имеют свои особые обозначения.

### Международные соединители
Мировые производители коаксиальных соединителей используют разные системы наименований. В одной из наиболее распространённых систем, обозначение соединителей состоит из следующих частей:
- буква;
- трёхзначное число;
- буква.

Например: «B-212 °F», где первая буква обозначает серию соединителя.

## Распространённые типы соединителей
| Обозначение русское                   | Обозначение международное | Волновое сопротивление, Ом | Сечение канала, м/м | Сочленение                                                            | Предельная частота, ГГц | Розетка                                     | Вилка                               |
| ------------------------------------- | ------------------------- | -------------------------- | ------------------- | --------------------------------------------------------------------- | ----------------------- | ------------------------------------------- | ----------------------------------- |
| Тип-II по ГОСТ 13317-89               | 7/16                      | 50                         | 16/6,95             | М27×1,5                                                               | 7,5                     | Разъём типа II                              | Разъём типа II                      |
| Тип III «Экспертиза» по ГОСТ 13317-89 | Тип N                     | 50                         | 7/3,04              | М16×1 (для III), дюймовая (для N)                                     | 12,4/7,5                | Разъём типа III                             | Разъём типа N                       |
| Тип IV «ВР» по ГОСТ 13317-89          | нет аналога               | 50                         | 13,5/4,1            | М18×1                                                                 | 10/3                    | Разъём типа IV                              | Разъём типа IV                      |
| Тип V по ГОСТ 13317-89                | Тип BNC 50 Ω              | 50                         | 7/2,15              | байонет                                                               | 10                      | Разъём типа SMA                             | Разъём типа SMA                     |
| нет аналога                           | Тип BNC, 75 Ω             | 75                         |                     | байонет                                                               |                         |                                             |                                     |
| Тип VI «ШВР» по ГОСТ 13317-89         | нет аналога               | 50                         | 10/4,3              | М20×1                                                                 | 10                      | Разъём типа VI                              | Разъём типа VI                      |
| Тип VIII по ГОСТ 13317-89             | нет аналога               | 75                         | 16/4,6              | М27×1,5                                                               | 3                       | Разъём типа VII                             | Разъём типа VII                     |
| Тип VII по ГОСТ 13317-89              | нет аналога               | 75                         | 13,5/2,5            | М18×1                                                                 | 3                       | Разъём типа VIII                            | Разъём типа VIII                    |
| Тип IX «Град» по ГОСТ 13317-89        | Тип SMA                   | 50                         | 3,5/1,52            | М6×0,75 (для «Град»), дюймовая (для SMA)                              | 18                      |                                             | Разъём типа SMA                     |
| СР-50-999...1007                      | Тип BMA                   | 50                         | 3,5/1,52            | М6×0,75 (врубной)                                                     | 18                      |                                             |                                     |
| нет аналога                           | Тип SMB                   | 50                         |                     | врубной                                                               | 4                       |                                             |                                     |
| нет аналога                           | Тип TNC                   | 50                         | 7/2,15              | дюймовая резьба                                                       | 11                      |                                             |                                     |
| Ряд соединителей по ВР0.364.016 ТУ    | Тип UHF                   | 50                         | 0,5                 | Варианты резьбы для ВР: М16×1; М16×1,5 Резьба для UHF: 5/8'-24 UNEF 2 |                         | Розетка ВР-19 М16×1 · Розетка ВР-19 М16×1,5 | Разъём типа ВР-19 · Разъём UHF типа |
| Тип II по ГОСТ 20265-83               | Тип C 75 Ω                | 75                         | 13,5/2,5            | байонет                                                               | 10                      | Разъём C типа (50 и 75)                     | Разъём C типа (50 и 75)             |
| Тип I по ГОСТ 20265-83                | Тип C 50 Ω                | 50                         | 13,5/4,1            | байонет                                                               | 10                      | Разъём C типа (50 и 75)                     | Разъём C типа (50 и 75)             |
| Телевизионный соединитель             | IEC_169-2                 | 75                         |                     | врубной                                                               |                         | Телевизионный соединитель                   | Телевизионный соединитель           |
| Автомобильный соединитель             | Motorola connector        | 75                         |                     | врубной                                                               |                         |                                             |                                     |
| «Тюльпан»                             | Тип RCA                   | 75                         |                     | врубной                                                               |                         |                                             | Разъём RCA типа                     |
| нет аналога                           | Тип FME                   | 50                         |                     |                                                                       | 2                       |                                             |                                     |

### BNC
Соединитель типа BNC (BNC — аббревиатура от англ. bayonet Neill-Concelman) — электрический соединитель с байонетным сочленением. Назван в честь двух американских разработчиков: Пола Нейла (англ. Paul Neill) из лаборатории «Bell Labs» и Карла Концельмана (англ. Carl Concelman) из фирмы «Amphenol». Служит для подключения коаксиального кабеля c волновым сопротивлением 50 Ом или 75 Ом и диаметром до 8 мм. Потери в таком соединителе обычно не превышают 0,3 дБ.
Кабели с соединителями типа BNC применяются для соединения радиоэлектронных устройств (измерительных генераторов, осциллографов и других приборов), а также для построения сетей стандарта Ethernet по технологии 10BASE2.
В соединителях BNC разной конструкции центральная жила и оплётка коаксиального кабеля могут фиксироваться тремя способами:
Монтаж внутреннего и внешнего (оплётки) проводника коаксиального кабеля к соединителю может осуществляться тремя способами:
- пайкой;
- накруткой;
- обжимом деталей соединителя на кабеле.

По форме соединители BNC делят на прямые и угловые.
Аббревиатуру BNC иногда расшифровывают как «baby Neill-Concelman», «baby n connector», «british naval connector», «bayonet nut connector».

#### Подтипы BNC

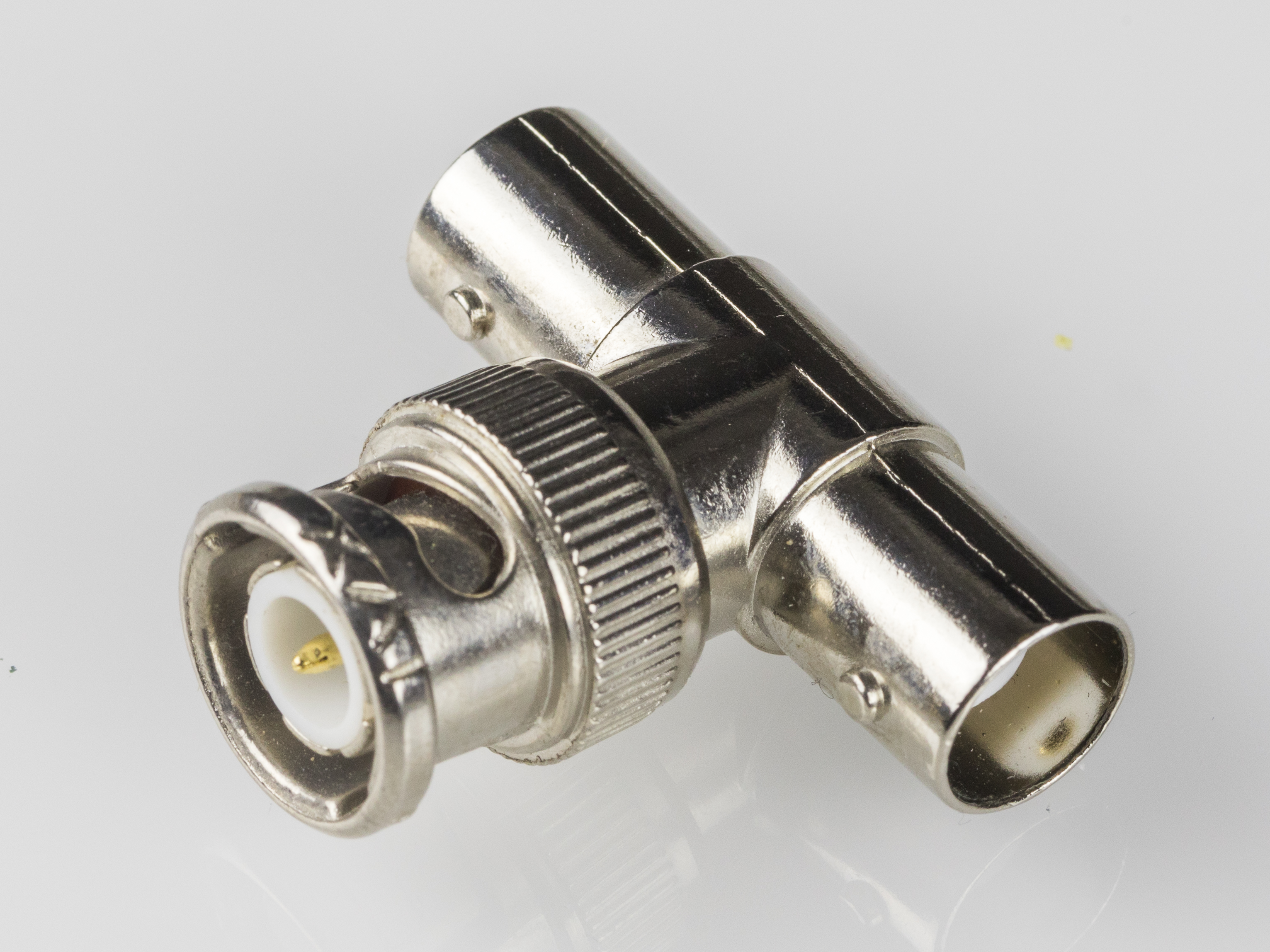
Т-коннектор

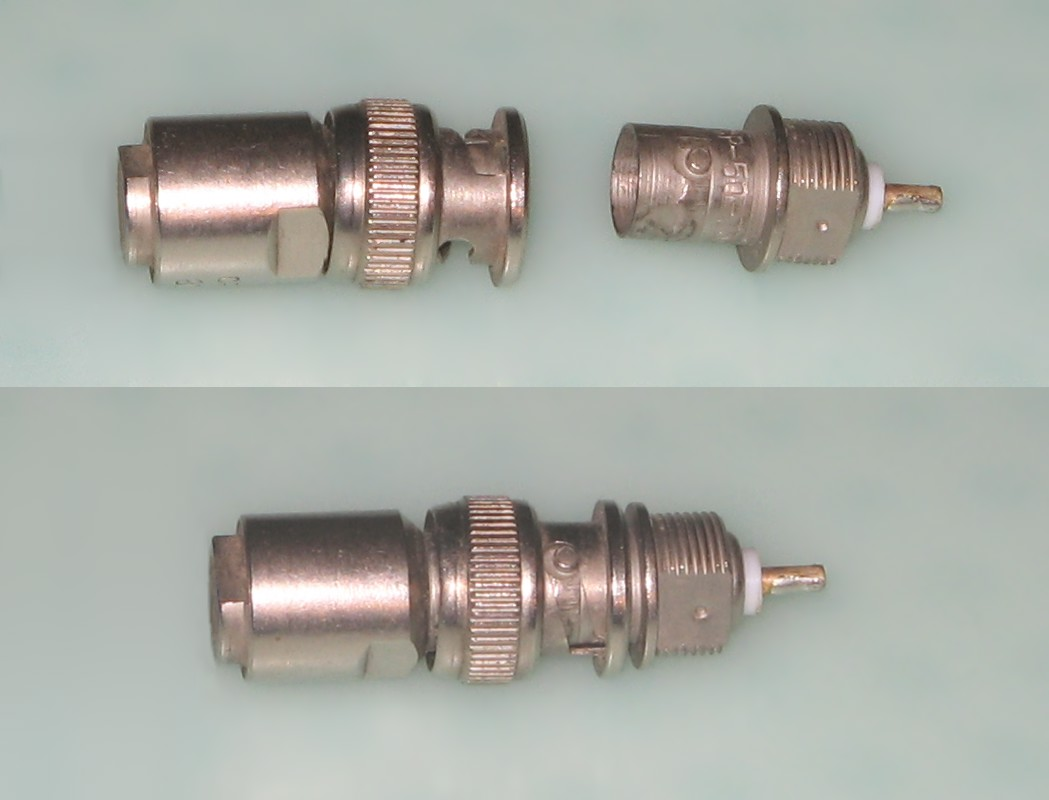
Байонетное сочленение

- BNC (на конце кабеля либо припаивается, либо обжимается).
- BNC-F (с резьбовым креплением).
- BNC-Т (Т-коннектор; соединяет сетевой кабель с сетевой платой компьютера по технологии 10BASE-2 стандарта Ethernet).
- BNC-I и BNC-бappeл (I-коннектор; применяются для сращивания двух отрезков «тонкого» коаксиального кабеля).

### TNC

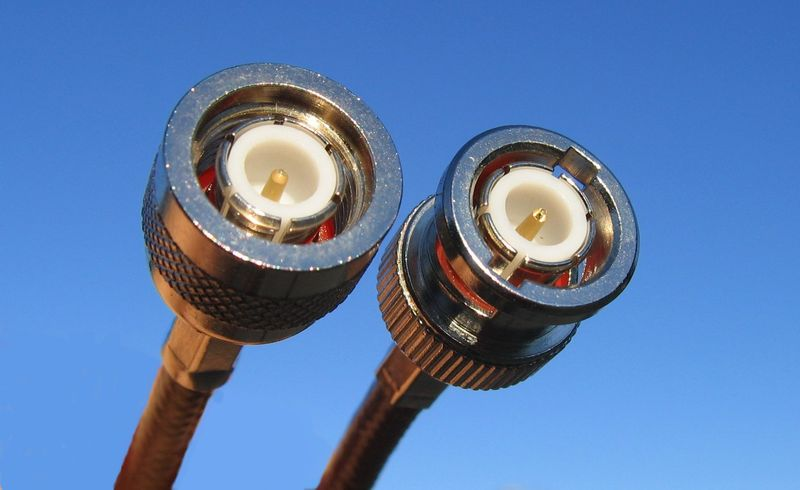
Соединитель типа TNC (слева) и BNC (справа)

Соединитель типа TNC (TNC — аббревиатура от англ. threaded Neill-Concelman) — версия соединителя BNC с резьбовым соединением. Соединитель имеет волновое сопротивление 50 Ом и подходит для частот до 11 ГГц. Более эффективен для сверхвысоких частот (СВЧ), чем соединитель BNC. Разработан в конце 1950-х годов и назван в честь разработчиков: Пола Нейла (англ. Paul Neill) из лаборатории «Bell Labs» и Карла Концельмана (англ. Carl Concelman) из фирмы «Amphenol». Используется в радио- и проводной технике.

### SMA
Соединитель типа SMA (SMA — аббревиатура от англ. sub-miniature version A) — соединитель для подключения коаксиального кабеля с волновым сопротивлением 50 Ом. Разработан в 1960-х годах. Используется в СВЧ-устройствах. Обладает повышенной надёжностью и прочностью. Имеет резьбовое соединение 1/4"-36 (соответствует примерно М6×0,75). Вилка имеет 0.312-дюймовую (7,925 мм) шестигранную гайку, внутреннюю резьбу и выступающий контакт. В соединителях SMA используется диэлектрик из политетрафторэтилена.
Соединители SMA рассчитаны на 500 циклов сочленений при условии правильной затяжки гайки. Для правильной затяжки требуется установить 5/16‑дюймовый динамометрический ключ:
- от 0,3 до 0,6 Н·м для медных соединителей;
- от 0,8 до 1,1 Н·м для стальных соединителей.

Соединители SMA рассчитаны на работу от переменного тока частотой до 18 ГГц, но некоторые версии рассчитаны до 26,5 ГГц.
Для других частот используют соединители, подобные соединителям SMA:
- 3,5‑мм соединители, рассчитанные на частоты до 34 ГГц;
- 2,92-мм соединители (также известные как соединители типа K или 2,9‑мм соединители), рассчитанные на частоты до 46 ГГц.

Эти соединители, как и соединители SMA, имеют наружную резьбу (могут соединяться со SMA), но в качестве диэлектрика используют воздух. При соединении с низкокачественными соединителями SMA срок службы соединения уменьшится.
Соединители типа RP-SMA (англ. reverse polarity SMA) — соединители SMA, в которых центральные контакты поменяны местами: в кабельной вилке (Male) стоит гнездовая часть центрального контакта, а в блочной розетке (Female) - штыревая часть (соединители с обратной полярностью, инверсные SMA-соединители). Изначально разъёмы RP-SMA появились в конце 1990-х годов в Wi-Fi-устройствах в соответствии с требованиями FCC (федеральной комиссии по связи США), чтобы пользователи устройств не могли подключать к ним другие ("не родные") антенны. В течение нескольких лет этот ограничительный метод как-то работал, но потом соединители RP-SMA стали свободно доступны на рынке, также, как и SMA. (См. ссылки 4 и 5).

### SMB
Соединитель типа SMB (англ. sub-miniature version B) — соединитель для подключения коаксиального кабеля с волновым сопротивлением 50 Ом или 75 Ом. Разработан в 1960-х годах. Соединители SMB меньше, чем соединители SMA. Предназначены для кабелей двух типов:
1. кабель 2.6/50+75 S (внешний диаметр — 3 мм; внутренний диаметр — 1,7 мм);
2. кабель 2/50 S (внешний диаметр — 2,2 мм; внутренний диаметр — 1 мм).

Соединитель типа SSMB — уменьшенный соединитель SMB. Характеристики:
- волновое сопротивление: 50 Ом;
- ток: постоянный;
- рабочая частота: 12,4 ГГц.

### SMC
Соединитель типа SMC (англ. sub-miniature version C) — соединитель для подключения коаксиального кабеля с волновым сопротивлением 50 Ом или 75 Ом. Разработан в 1960-х годах. Отличается низким уровнем шума. Характеристики:
- ток: постоянный;
- частота: до 10 ГГц;
- диаметр коаксиального кабеля: от 2 мм до 3 мм.

соединители SMC фиксируются с помощью резьбы. Число витков резьбы: от 10 до 32. На соединители может быть нанесён слой золота, никеля, серебра или других металлов. Применяются для соединения Wi-Fi оборудования с антеннами и в СВЧ-устройствах с повышенными требованиями к защите от вибраций.

### FME

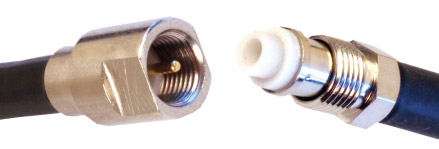
Соединитель типа FME

Соединитель типа FME — соединитель для подключения коаксиального кабеля с волновым сопротивлением 50 Ом. Предназначен для работы на частотах до 2 ГГц включительно.
Используются для соединения конечных устройств систем подвижной связи, радиоудлинителей, сотовых терминалов и др. с мобильными антеннами. В частности, применяются для подключения антенн GSM.
Адаптирован к интерфейсам UHF, Mini UHF, TNC, BNC и N.
Конструкция гнезда соединителя (англ. rotating nipple) позволяет кабелю поворачиваться на 360°; предусмотрена резьба для фиксации соединения накидной гайкой (удобство подключения аппаратуры мобильной связи).
Существуют модификации для коаксиальных кабелей RG-58, RG-59, RG-174.

### F

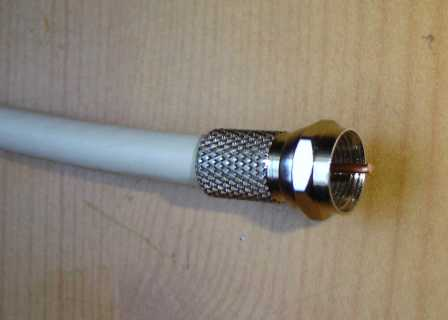
Соединитель типа F

Соединитель типа F. Разработан для телевизионного оборудования. На сегодняшний день является самым дешёвым соединителем для высоких частот (ВЧ). Центральная жила кабеля используется для соединения. Работает с частотами до 2150 МГц.
Соединители F, обычно, рассчитываются для коаксиальных кабелей диаметром до 7 мм. В соединителях для кабелей диаметром до 11 мм используются специальные вставки и насадки на центральную жилу.
В соединителях F резьба дюймовая: 3/8"-32UNEF, 32 нитки на дюйм.

## Коаксиальные переходы

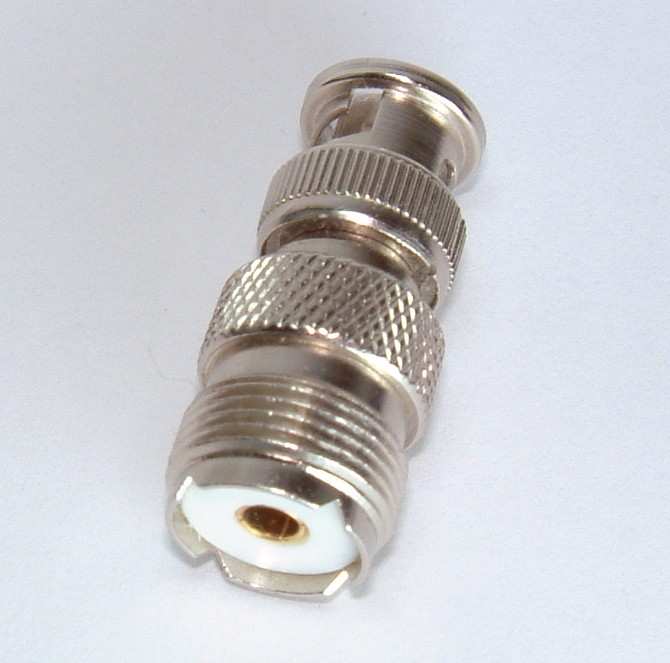
Согласованный переход BNC — UHF

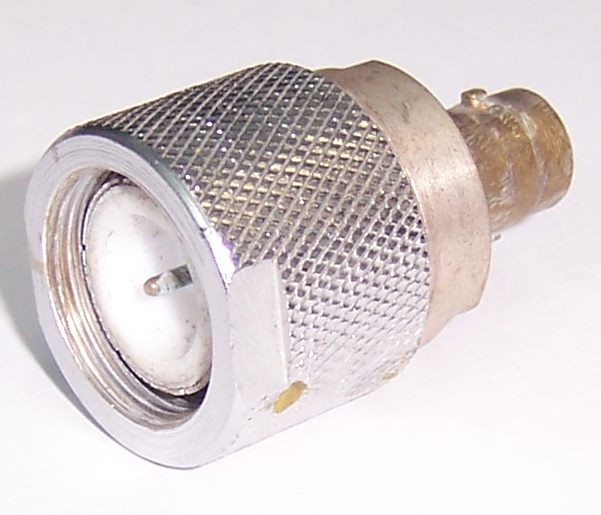
Несогласованный переход 50 — 75 Ом

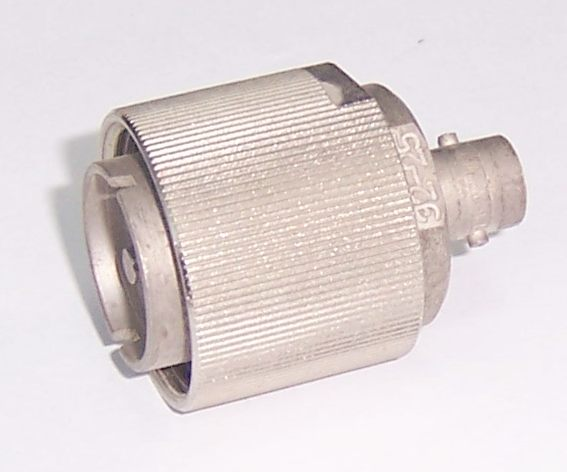
Согласованный измерительный переход Э2-25

### Коаксиальные переходы
Коаксиальный переход (переходник) — комбинация из двух коаксиальных соединителей, соединённых коротким жёстким отрезком коаксиальной линии. Переходы предназначены для сращивания коаксиальных кабелей между собой или для стыковки коаксиальных трактов с разным сечением канала.
Кроме коаксиальных, существуют коаксиально-волноводные и коаксиально-полосковые переходы, используемые для стыковки коаксиальных каналов с волноводами или с полосковыми линиями.

### Классификация переходов
- Переходы одного присоединительного ряда называются одноканальными, разных присоединительных рядов — межканальными.
- Переходы по области применения:
  - общего назначения;
  - измерительные (прецизионные) (к таким проходам предъявляются повышенные требования по неоднородности тракта и переходным сопротивлениям).
- Переходы по конструктивному исполнению (разные конструктивные исполнения выпускают для удобства применения):
  - прямые (измерительные переходы бывают только прямыми);
  - уголковые (Г-образные).

### Согласование в переходах
- Межканальные переходы, как правило, имеют соединители с одинаковым волновым сопротивлением (50 Ом или 75 Ом). Простые (несогласованные) переходы с соединителями разного сопротивления существуют, но используются редко (обычно — на низких частотах).
- Иногда при согласовании переходов с разным волновым сопротивлением к концам проводников подключают высокочастотный резистор. Недостатки: такой переход имеет согласование только в одну сторону; рассеивание (потеря) мощности на резисторе. Чаще резисторов применяются четвертьволновые или экспоненциальные трансформаторы — специальные переходы, содержащие провод с переменным диаметром. В четвертьволновых трансформаторах сечение провода меняется по длине скачкообразно, а в экспоненциальных — плавно.

### Российские измерительные переходы

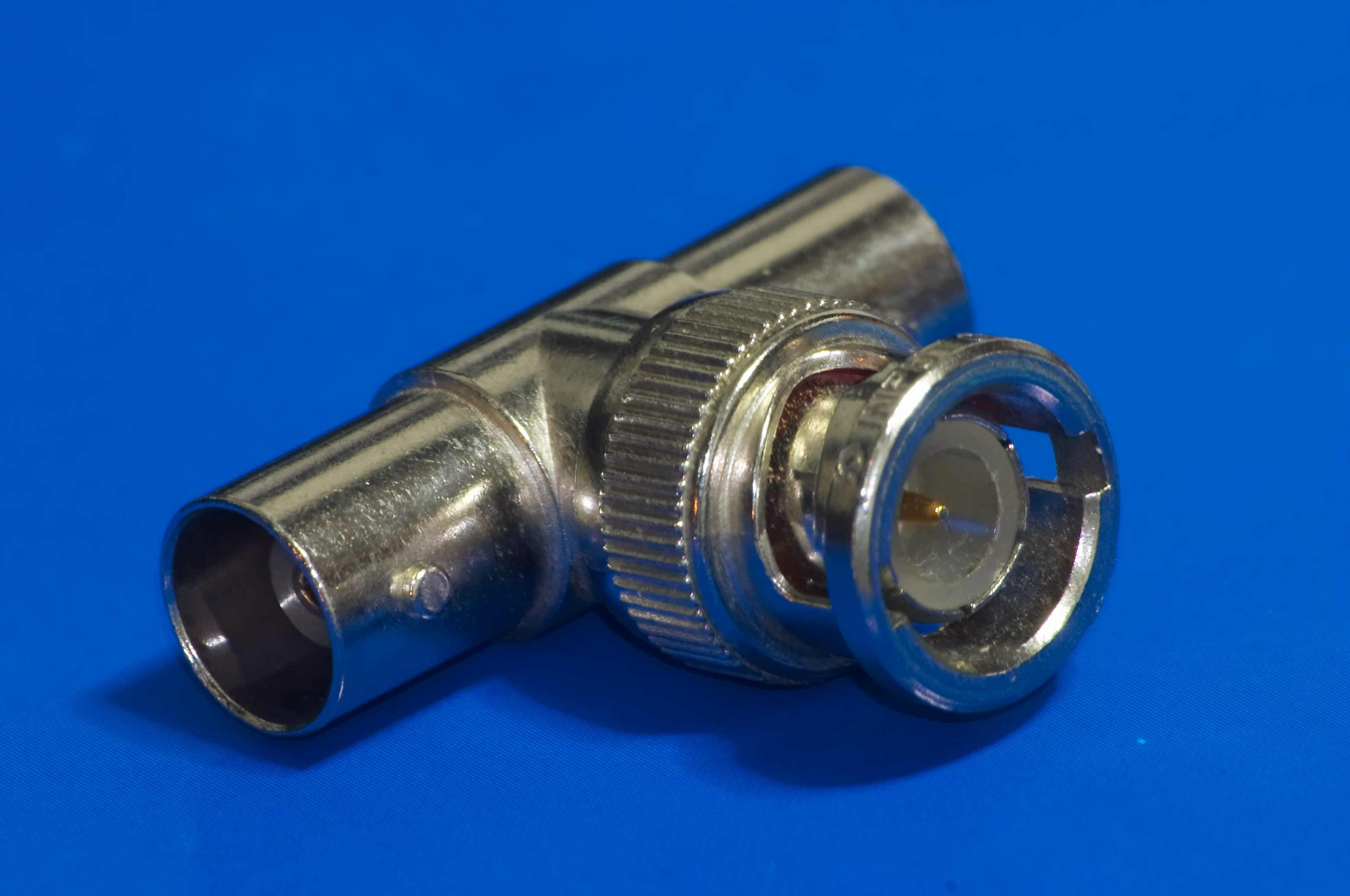
Несогласованный тройник. Канал типа V

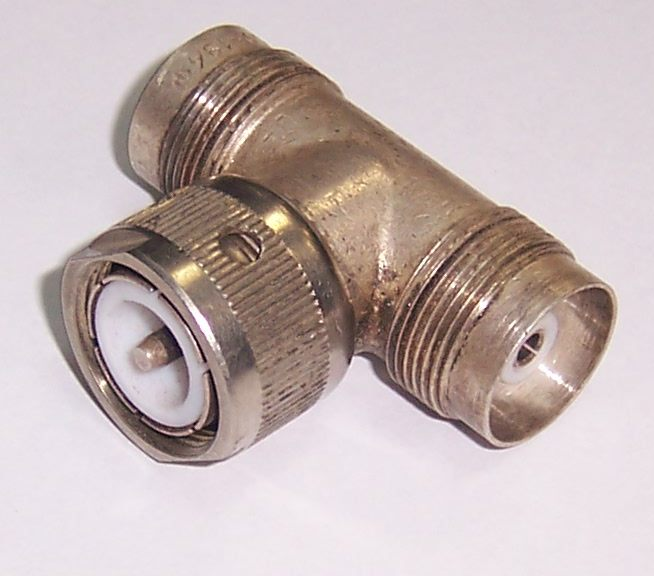
Несогласованный тройник. Канал типа IV

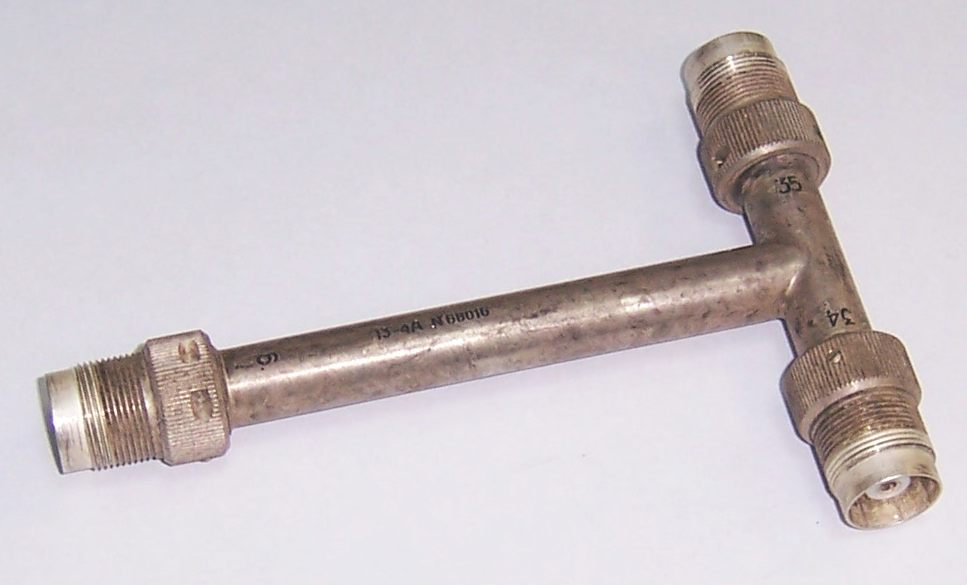
Согласованный тройник-разветвитель для сигнала частотой 668 МГц

| Тип перехода | Волновое сопротивление, Ом | Типы каналов            | Частоты, ГГц            |
| ------------ | -------------------------- | ----------------------- | ----------------------- |
| Э2-11        | 50                         | II — II                 | до 7,5                  |
| Э2-12        | 75                         | VIII — VIII             | до 3                    |
| Э2-13…16     | 50                         | II — VI                 | до 7,5                  |
| Э2-17…20     | 50                         | II — IV                 | до 3                    |
| Э2-21…24     | 75                         | VIII — VII              | до 1                    |
| Э2-25…28     | 50                         | II — V                  | до 7,5                  |
| Э2-29…32     | 50                         | VI — IV                 | до 10                   |
| Э2-33…36     | 50                         | VI — IV                 | до 3                    |
| Э2-37…40     | 50                         | VI — V                  | до 10                   |
| Э2-111/1…4   | 50                         | III — II                | до 7,5                  |
| Э2-112/1,2   | 50                         | III — III               | до 18                   |
| Э2-113/1…4   | 50                         | III — IV                | до 3                    |
| Э2-114/1…4   | 50                         | III — V                 | до 10                   |
| Э2-115/1…4   | 50                         | III — VI                | до 10                   |
| Э2-41…48     | Коаксиально-волноводные    | Коаксиально-волноводные | Коаксиально-волноводные |
| Э2-107…110   | Коаксиально-волноводные    | Коаксиально-волноводные | Коаксиально-волноводные |
| Э2-116       | Коаксиально-полосковый     | Коаксиально-полосковый  | Коаксиально-полосковый  |

### Коаксиальные тройники
- Коаксиальные тройники применяются для разветвления электромагнитного сигнала на два канала. Простые тройники не обеспечивают согласования в линии (из-за того, что две нагрузки подключаются параллельно), поэтому их используют в случаях, когда рассогласование несущественно.
- Для разветвления электромагнитной энергии на сверхвысоких частотах иногда применяют специальные тройники, у которых плечи сделаны в виде согласующих четвертьволновых отрезков линии, однако, такие устройства могут работать только в узком диапазоне частот, для которого они предназначены.
- Для ответвления части энергии от основного канала существуют специальные тройники, у которых одно из плеч связано с основным трактом либо через конструктивную ёмкость, либо с помощью витка связи, однако, чаще в таких случаях используется направленный ответвитель.

## История
- Первый pадиочастотный соединитель (UHF connector) был создан E. C. Quackenbush из фирмы «American Phenolic Co» (позднее переименованной в «Amphenol») в начале 1940-х годов.
- В 1958 году J. Cheal из фирмы «Bendix research laboratory» (США) pазработал первый миниатюрный соединитель с предельной частотой 10 ГГц для системы активного доплеровского радара (с рабочей длиной волны 5,5 см). Этот соединитель получил название BRM (англ. bendix research miniature). В pезультате его усовершенствования фирмой «M/A-COM Omni-Spectra» (США) в 1962 году появился соединитель OSM.
- N-коннектор разработан Полом Нейлом (англ. Paul Neill) из лаборатории «Bell Labs» и является первым соединителем, наиболее полно отвечающим требованиям сверхвысокочастотного (СВЧ) диапазона.

## Основные нормируемые характеристики
- Номинальное волновое сопротивление;
- Номинальная площадь сечения канала и её допустимые отклонения;
- Верхняя предельная частота;
- Предельный коэффициент стоячей волны (КСВ);
- Прочность изоляции;
- Диапазон напряжений;
- Сопротивления контактов;
- Вносимые потери.